# Waterford (Maine)
Waterford es un pueblo ubicado en el condado de Oxford en el estado estadounidense de Maine. En el Censo de 2010 tenía una población de 1.553 habitantes y una densidad poblacional de 11,33 personas por km².

## Geografía
Waterford se encuentra ubicado en las coordenadas 44°12′10″N 70°43′21″O / 44.20278, -70.72250. Según la Oficina del Censo de los Estados Unidos, Waterford tiene una superficie total de 137.06 km², de la cual 130.13 km² corresponden a tierra firme y (5.06%) 6.93 km² es agua.

## Demografía
Según el censo de 2010, había 1.553 personas residiendo en Waterford. La densidad de población era de 11,33 hab./km². De los 1.553 habitantes, Waterford estaba compuesto por el 97.88% blancos, el 0.06% eran afroamericanos, el 0.19% eran amerindios, el 0% eran asiáticos, el 0% eran isleños del Pacífico, el 0.13% eran de otras razas y el 1.74% pertenecían a dos o más razas. Del total de la población el 0.71% eran hispanos o latinos de cualquier raza.